# Moana (film, 2026)
Moana är en kommande amerikansk musikalisk äventyrsfilm, med planerad premiär 2026. Den är regisserad av Thomas Kail, med manus skrivet av Jared Bush och Dana Ledoux Miller. Filmen är en nyinspelning av Disneys animerade film med samma namn från 2016. I filmen medverkar skådespelarna Catherine Laga’aia, Dwayne Johnson, John Tui, Frankie Adams och Rena Owen.
Filmen är planerad att ha biopremiär i Sverige den 10 juli 2026, utgiven av Walt Disney Studios Motion Pictures.

## Rollista
| Catherine Laga’aia | – Moana         |
| Dwayne Johnson     | – Maui          |
| John Tui           | – Tui Waialiki  |
| Frankie Adams      | – Sina Waialiki |
| Rena Owen          | – Tala Waialiki |

## Produktion
Filminspelningarna påbörjades den 29 juli 2024 i Atlanta och avslutades i Hawaii den 22 november samma år. Från en början var filmen planerad att spelas in från oktober 2023, men blev försenad på grund av skådespelarstrejken i Hollywood 2023.